# Sara (popolo)
I sara sono un gruppo etnico dell'Africa subsahariana, stanziato nel Ciad meridionale, nelle aree nordoccidentali della Repubblica Centrafricana e nel confine meridionale del Sudan. Parlano la lingua sara, che fa parte delle Lingue sudaniche centrali. Con circa 5 300 000 residenti sono il gruppo etnico più numeroso del Ciad, di cui costituiscono il 30% della popolazione, mentre con circa 400 000 residenti costituiscono l'8% della popolazione della Repubblica Centrafricana.
Tradizionalmente animisti, e organizzati in clan con discendenza patrilineare, oggi la maggioranza dei sara è di religione cristiana, fatto che ha scatenato in passato frequenti conflitti con i popoli del nord del Ciad, di prevalente religione musulmana.

## Storia

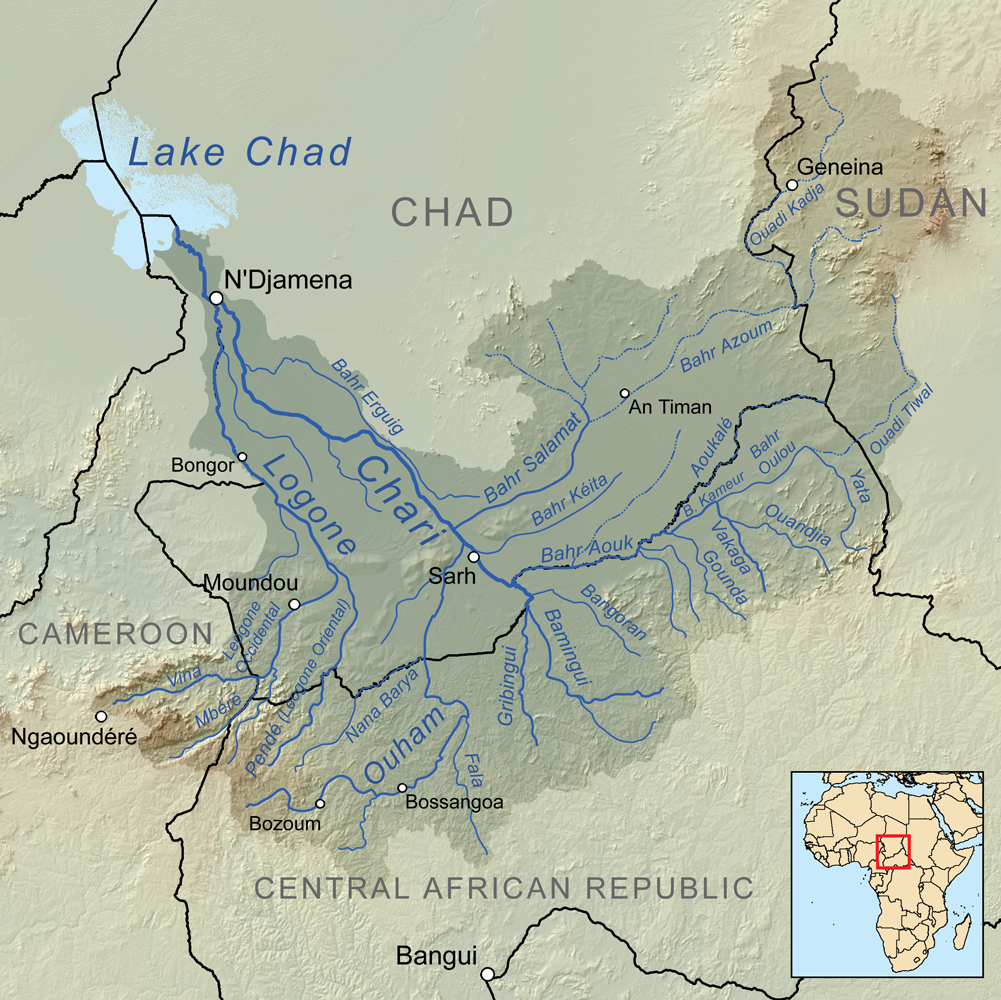
Il bacino del fiume Chari, terra tradizionale dei sara

Originari probabilmente del Corno d'Africa, come suggerirebbero alcune moderne analisi genetiche, i sara si sono successivamente stanziati nel bacino del fiume Chari, in Africa centrale, dove sono stati storicamente bersaglio di incursioni da parte dei popoli più settentrionali, tra cui i fulani e gli arabi.
I gruppi musulmani locali dell'attuale Ciad si riferivano ai sara come "Kirdi", con il termine che denotava una persona non musulmana. I predoni musulmani dell'attuale Ciad si definivano "Bagirmi", e questo conflitto geopolitico tra Kirdi e Bagirmi continuò per tutto il diciannovesimo secolo.
L'impero coloniale francese entrò nelle ostilità in corso all'inizio del XX secolo e il popolo sara entrò a far parte dell'Africa equatoriale francese. La società sara fu trasformata da questo sviluppo, sia in termini culturali come l'istruzione e la formazione francese, ma anche socio-economicamente a causa del lavoro forzato e della coscrizione per servire l'esercito francese durante le guerre mondiali. Al momento dell'indipendenza dalla Francia nel 1960, la popolazione meridionale del Ciad era più assimilata alle istituzioni francesi rispetto a quella settentrionale. Ciò portò al loro dominio politico sul paese dopo il 1960, ma fu anche causa dei frequenti scontri etnici che hanno caratterizzato la storia del Ciad dopo l'indipendenza.